# Bulimia
Il termine bulimia (AFI: /buliˈmia/; dal greco βουλιμία, boulimía, propriamente "fame da bue",
composto di βοῦς, bôus, "bue", e λιμός, limós, "fame") indica, nel linguaggio medico, una voracità patologica ed eccessiva associata a malattie di diversa natura (diabete, anchilostomiasi, oligofrenia, eccetera).
La bulimia nervosa è, insieme all'anoressia nervosa, il più comune tra i disturbi del comportamento alimentare, detti anche Disturbi Alimentari Psicogeni (DAP). Caratteristica peculiare della bulimia nervosa è la presenza di episodi di abbuffata seguiti da comportamenti definiti "di compenso" come il vomito autoindotto, l'utilizzo di lassativi, il digiuno e l'intensa attività fisica allo scopo di controllare il peso e le forme del corpo, oltre che di ridurre l'intensità del senso di malessere e vergogna conseguenti all'episodio di abbuffata. La maggior parte delle persone che soffrono di bulimia presenta un peso corporeo sano.
La forzatura di vomito può provocare pelle ispessita sulle nocche e danni ai denti. La bulimia è associata ad altri disturbi mentali come la depressione e l'iperattività, e a problemi come la tossicodipendenza o l'alcolismo. Si riscontra anche un elevato rischio di suicidio e di pratiche autolesionistiche. Anche nella bulimia nervosa può essere presente un disturbo nel modo di percepire il proprio corpo. Questo sintomo è chiamato disturbo dell'immagine corporea.
La bulimia è più comune tra coloro che hanno un parente stretto che ha sofferto o soffre della condizione. La percentuale del rischio stimato attribuibile a fattori genetici è compresa tra il 30% e l'80%. Altri fattori di rischio per la malattia includono lo stress psicologico, una pressione culturale per un certo tipo di corpo, scarsa autostima e l'obesità. Vivere in un ambiente familiare in cui i genitori promuovono la dieta e che si preoccupano del peso è un fattore di rischio. La diagnosi si basa sulla storia clinica di una persona, tuttavia è difficile da scoprire in quanto chi ne è affetto tende ad essere molto riservato su queste abitudini. Inoltre la diagnosi di anoressia nervosa ha la precedenza su quella della bulimia. Altri disturbi simili includono il disturbo da alimentazione incontrollata, la sindrome di Kleine-Levin e il disturbo borderline di personalità.
La terapia cognitivo-comportamentale è il trattamento primario per la bulimia. L'assunzione di farmaci, come chemioterapie o gli antidepressivi triciclici, può portare un modesto beneficio. Anche se la prognosi della bulimia è in genere migliore di quella dell'anoressia, il rischio di morte tra le persone colpite è superiore a quello della popolazione generale. Dopo 10 anni dall'inizio del trattamento, circa il 50% delle persone ha ottenuto una completa guarigione.
A livello globale si stima che nel 2013 la bulimia interessasse 6,5 milioni di persone. Circa l'1% delle giovani donne soffre di bulimia per un certo periodo di tempo e circa il 2-3% delle donne ha sperimentato la condizione in un momento della vita. La condizione si presenta meno comunemente nei paesi in via di sviluppo. C'è un rischio di circa nove volte superiore che la bulimia si presenti nelle femmine rispetto ai maschi. Tra le femmine la maggior parte dei casi si riscontra nelle adolescenti. La bulimia è stata nominata e descritta per la prima volta nel 1979 dallo psichiatra britannico Gerald Russell.

## Epidemiologia
Vi sono pochi dati sulla percentuale di persone con bulimia nella popolazione generale. La maggior parte degli studi condotti finora è stato condotto su campioni di convenienza di pazienti ospedalieri, studenti delle scuole superiori o universitari. Questi studi hanno prodotto una vasta gamma di risultati: tra lo 0,1 e l'1,4% dei maschi e tra lo 0,3 e il 9,4% delle femmine. Gli studi sulle tendenze temporali nella prevalenza di bulimia nervosa hanno prodotto risultati inconsistenti. Secondo Gelder, Mayou e Geddes (2005) la bulimia nervosa è prevalente tra l'1% e il 2% delle donne di età compresa tra i 15 e i 40 anni e si verifica più frequentemente nei paesi sviluppati e nelle città: uno studio ha trovato che la bulimia è cinque volte più prevalente nelle città rispetto che nelle zone rurali. Vi è la percezione che la bulimia sia più diffusa tra le ragazze di famiglia borghese; tuttavia uno studio del 2009 condotto su ragazze provenienti da famiglie nella fascia di reddito più basso ha dimostrato che esse avevano una probabilità del 153% di essere bulimiche rispetto alle ragazze della fascia di reddito più alta.
Vi sono più alti tassi di disturbi alimentari in gruppi coinvolti in attività che idealizzano un fisico sottile, come la danza,  la ginnastica, nella recitazione e nella musica, nelle modelle, nelle cheerleader, negli sport come nuoto, tuffi, canottaggio e pattinaggio su ghiaccio. Si ritiene che la bulimia sia più diffusa tra i caucasici. Tuttavia uno studio recente ha dimostrato che le adolescenti afro-americane hanno il 50% di probabilità in più, rispetto alle coetanee bianche, di assumere un comportamento bulimico.
In Italia il disturbo colpisce circa l'1% delle giovani donne, secondo le seguenti stime: Italia del Nord 0,5-1%; Italia Centrale 0,7-1%; Italia del Sud 1,7%. L'età d'esordio è indicativamente compresa fra i 12 e i 25 anni, anche se il picco di maggior frequenza è a 16-18 anni.

## Storia

### Etimologia del termine
L'etimologia del termine "bulimia" deriva dalla parola greca βουλιμία, "fame da bue", un composto di βοῦς "bue" e λιμός, "fame". Letteralmente il nome scientifico del disturbo, bulimia nervosa, si traduce in "fame nervosa vorace".

### Prima del XX secolo

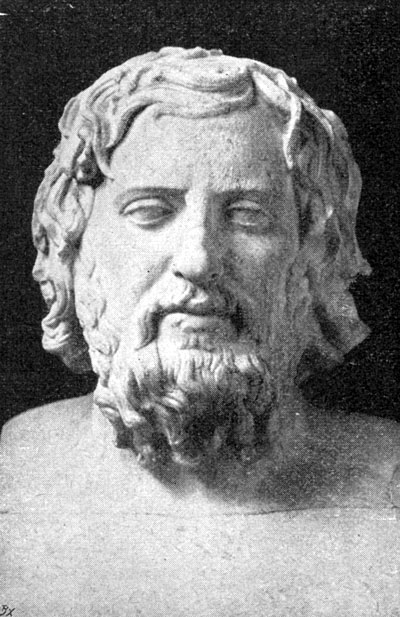
Senofonte, suo è il primo resoconto della bulimia nervosa.

Anche se i criteri diagnostici per la bulimia nervosa non sono stati formulati fino al 1979, l'evidenza suggerisce che l'abbuffata e l'epurazione erano comportamenti frequenti in alcune culture antiche. Il primo resoconto documentato di un comportamento simile alla bulimia nervosa è stato registrato nell'Anabasi di Senofonte, circa nel 370 a.C. Non è chiaro se l'epurazione fosse preceduta dall'abbuffata. In Egitto i medici consigliavano l'epurazione una volta al mese per tre giorni al fine di preservare la salute. Questa pratica derivava dalla convinzione che le malattie umane fossero causate dal cibo stesso. Nell'antica Roma membri della società d'élite avrebbero vomitato al fine di "fare spazio" nei loro stomaci per tutti i banchetti del giorno. Gli imperatori Claudio e Vitellio erano entrambi golosi e obesi e spesso facevano ricorso all'epurazione abituale.
I documenti storici indicano anche che alcuni santi che svilupparono l'anoressia come risultato di una vita di ascesi hanno mostrato comportamenti bulimici. Santa Maria Maddalena de' Pazzi (1566-1607) e Santa Veronica Giuliani (1660-1727) sono state bulimiche nonostante credessero di resistere alle tentazioni del demonio. Santa Caterina da Siena (1347-1380) è nota per aver completato la sua rigorosa astinenza dal cibo attraverso l'epurazione come riparazione per i suoi peccati. Caterina morì di stenti a trentatré anni.
Mentre il disturbo psicologico "bulimia nervosa" è relativamente nuovo, la parola "bulimia" a significare l'eccesso di cibo è utilizzata da secoli. Il Talmud fa riferimento a pratiche di "bulimia", ma gli studiosi ritengono che in realtà sia semplicemente l'eccesso di cibo, senza l'epurazione o le implicazioni psicologiche della bulimia nervosa. In effetti la ricerca di prove di bulimia nervosa effettuate sul periodo che va dal XVII al XIX secolo ha rivelato che solo un quarto dei casi di eccesso di cibo esaminati si concludeva con vomito dopo le abbuffate. Non vi è stata evidenza di vomito intenzionale o di tentativi di controllare il peso.

### XX secolo
Alla fine del XX secolo la bulimia è stata descritta come un sintomo clinico, ma raramente nel contesto del controllo del peso. Tuttavia l'epurazione è stata osservata nei pazienti anoressici e attribuita al dolore gastrico, piuttosto che a un altro metodo di controllo del peso.
Nel 1930 sono stati studiati da parte della Mayo Clinic i ricoveri di pazienti con anoressia nervosa trattati dal 1917 al 1929. La percentuale di questi pazienti che praticavano il vomito volontario al fine di alleviare l'ansia del peso era tra il 55% e il 65%. I registri mostrano che l'epurazione per il controllo del peso è una pratica che è continuata per tutta la metà del 1900. Nel 1932 Wulff trattò il "paziente D", che avrebbe sperimentato periodi di desiderio intenso per il cibo mangiando troppo per settimane, per poi provocarsi frequentemente il vomito. Ellen West, un paziente descritto nel 1958 da Ludwig Binswanger, fu schernito dagli amici per essere obeso e inizialmente prese pillole per la tiroide per perdere peso e in seguito utilizzò lassativi e vomito autoindotto. Egli riferì di consumare decine di arance e parecchi chili di pomodori ogni giorno e di saltare i pasti. Dopo essere stato ricoverato in una struttura psichiatrica per la depressione, Ellen mangiò ancora voracemente ma perse peso, presumibilmente a causa di vomito auto-indotto. Tuttavia, mentre questi pazienti potrebbero soddisfare i moderni criteri per la bulimia nervosa, a quel tempo non potevano essere tecnicamente diagnosticati con il disordine, in quanto non era ancora apparso nel Manuale diagnostico e statistico dei disturbi mentali, al momento del loro trattamento.
Una spiegazione per l'aumento dei casi di sintomi bulimici può essere dovuto ai nuovi ideali di magrezza introdotti nel XX secolo. La vergogna di essere grassi emerse nel 1940, quando osservazioni e scherzi diventarono comuni ai danni delle persone sovrappeso. Tuttavia la tendenza di un'aspirazione per la magrezza risale agli anni 1950.
Nel 1979 Gerald Russell pubblicò una descrizione di bulimia nervosa nell'articolo intitolato Bulimia nervosa: an ominous variant of anorexia. Qui riportò i casi di pazienti con una "paura morbosa di diventare grassi" che si abbuffavano e si epuravano in seguito. Inoltre specificò le opzioni di trattamento e indicò la gravità della malattia, che può essere accompagnata da depressione e suicidio. Nel 1980 bulimia nervosa fece la prima apparizione nel DSM-III.
Nei primi anni 1980 l'incidenza della malattia salì a circa 40 casi ogni 100 000 persone. Questo dato scese a circa 27 casi ogni 100 000 persone verso la fine degli anni 1980 e primi anni 1990. Tuttavia la prevalenza della bulimia nervosa era ancora molto superiore a quella della anoressia nervosa, che si verificava in circa 14 persone ogni 100 000.
I criteri diagnostici attuali della bulimia nervosa sono essenzialmente rimasti quelli proposti da Russell, seppur essi siano state in parte rivisti ed ampliati attraverso vari contributi nel corso degli anni sino ad arrivare ai nostri giorni. Tuttavia è sempre più discussa la necessità di rivedere i criteri diagnostici proposti per la bulimia nervosa e per l'anoressia nervosa. Infatti i criteri diagnostici proposti per entrambi i disturbi spesso falliscono e circa il 30% dei pazienti affetti da un disturbo alimentare di rilevanza clinica riceve una diagnosi di Disturbo dell'Alimentazione Non Altrimenti Specificato (EDNOS).

## Descrizione e generalità
Clinicamente la bulimia è denotata da episodi in cui il soggetto sente un bisogno compulsivo di ingerire spropositate quantità di cibo, correlati dalla spiacevole sensazione di non essere capace di controllare il proprio comportamento.
L'episodio bulimico è caratterizzato dall'atteggiamento compulsivo con cui il cibo è ingerito e non dal desiderio di mangiare un determinato alimento.
È frequente negli adolescenti e nei giovani adulti. Colpisce prevalentemente soggetti di sesso femminile (90%). Generalmente compare attorno ai 12-14 anni (tarda preadolescenza) o nella prima età adulta (18-20 anni).
Si distinguono due tipi di bulimia:
- con condotte di eliminazione, che vede il soggetto ricorrere regolarmente a vomito autoindotto oppure all'uso inappropriato di lassativi, diuretici o enteroclismi.
- senza condotte di eliminazione, che vede il soggetto bulimico adottare regolarmente comportamenti compensatori inappropriati (digiuni o/e intensa attività fisica), ma non dedicarsi al vomito autoindotto o all'uso di lassativi, diuretici o enteroclismi.

Gli episodi bulimici sono scatenati da alterazioni dell'umore, stati d'ansia o stress. Gli episodi bulimici sono nella maggior parte dei casi programmati anticipatamente.
Non vengono considerati episodi bulimici quei casi in cui vi è un'elevata assunzione di cibo saltuariamente e in contesti e situazioni particolari, né il continuo "spiluccare" durante la giornata.

## Cause

### Biologiche
Come per l'anoressia nervosa, vi è una certa evidenza di predisposizioni genetiche che contribuiscono alla comparsa di questo disturbo alimentare. Livelli anormali di molti ormoni, in particolare la serotonina, hanno dimostrato di essere responsabili di alcuni comportamenti alimentari disordinati. Il fattore neurotrofico cerebrale è studiato come un possibile meccanismo.
Vi sono prove che gli ormoni sessuali possono influenzare l'appetito nelle donne e quindi facilitare l'insorgenza di bulimia nervosa. Gli studi hanno dimostrato che le donne con iperandrogenismo e la sindrome dell'ovaio policistico hanno una disregolazione dell'appetito, in particolare per quanto riguarda carboidrati e grassi. Negli esseri umani vi sono prove che di una correlazione tra polimorfismi nel recettore dell'estrogeno β e la bulimia, suggerendo che vi è una associazione tra ormoni sessuali e bulimia nervosa.

### Sociali
I mass media che propongono una forma del corpo "ideale" sono ampiamente considerati come un fattore che contribuisce alla bulimia. In uno studio del 1991 si è dimostrato che il 19% delle persone bulimiche è sottonutrita, il 37% assume una quantità di cibo normale per un essere umano medio e il 44% mangia troppo. Un sondaggio effettuato su un gruppo di ragazze tra i 15 e i 18 anni delle scuole superiori in Nadroga, Figi, ha trovato che l'incidenza dell'epurazione auto-riferita è passata dallo 0% nel 1995 (poche settimane dopo l'introduzione della televisione in provincia) all'11,3% nel 1998. Inoltre, il tasso di suicidi tra le persone con bulimia nervosa è apparso di 7,5 volte superiore rispetto alla popolazione generale.

## Segni e sintomi

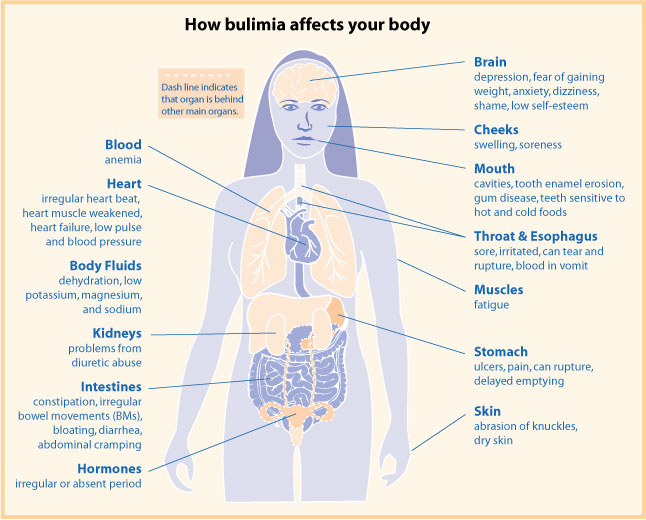
Come la bulimia colpisce il corpo

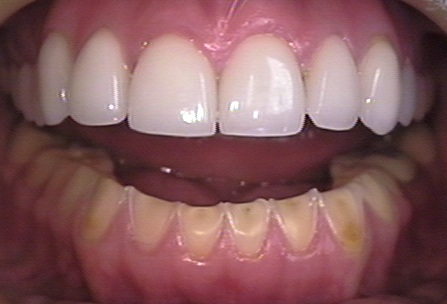
L'erosione sui denti inferiori è stato causato dalla bulimia. Per confronto, i denti superiori sono stati restaurati con faccette in ceramica.

In genere la bulimia comporta una assunzione di cibo rapida e fuori controllo, che può arrivare a fermarsi solo quando il bulimico viene interrotto da un'altra persona o lo stomaco inizia a fare male per un'eccessiva estensione, seguita da vomito autoindotto o altre forme di epurazione. Questo ciclo può essere ripetuto più volte in una settimana o, nei casi più gravi, più volte al giorno e può essere causa diretta di:
- Cronico reflusso gastrico dopo aver mangiato
- Disidratazione e ipopotassiemia causate dal vomito frequente
- Squilibrio elettrolitico, che può portare a ritmi anomali del cuore, all'arresto cardiaco e persino alla morte
- Esofagite o infiammazione dell'esofago
- Lacerazione di Mallory-Weiss
- Sindrome di Boerhaave, una rottura nella parete esofagea a causa di vomito
- Trauma orale, in cui l'inserimento ripetitivo di dita o altri oggetti provoca lacerazioni al rivestimento della bocca o della gola
- Grave erosione dentale
- Erosione acida dello smalto dei denti[40]
- Gonfiore alle ghiandole salivari[40][41]
- Il vomito costante può portare al reflusso gastroesofageo[42]
- Gastroparesi o svuotamento ritardato
- Stipsi
- Ulcere peptiche
- Infertilità
- Ghiandole ingrandite nel collo, sotto la linea della mascella
- Calli e cicatrici (segno di Russell) sul dorso delle mani a causa di traumi ripetuti dagli incisivi[43][44]
- Costanti fluttuazioni nel peso corporeo sono comuni

Di seguito alcuni dei tanti segni che possono indicare se qualcuno ha bulimia nervosa:
- Grande attenzione sul numero di calorie consumate
- Estrema attenzione riguardo al proprio peso corporeo
- Bassa autostima
- Bassa pressione sanguigna
- Ciclo mestruale irregolare
- Recarsi spesso in bagno
- Depressione
- Frequenti situazioni che coinvolgono un consumo di porzioni di cibo anormalmente elevate[46]

Come per molte malattie psichiatriche, possono riscontrarsi deliri in combinazione con altri segni e sintomi, lasciando al paziente una falsa credenza che non viene normalmente accettata dagli altri. Le persone con bulimia nervosa possono anche arrivare ad un punto in cui la loro condizione le esclude da altre attività.

### Disturbi correlati
I bulimici hanno un rischio molto più elevato rispetto ai non bulimici di avere un disturbo affettivo, come la depressione o disturbo d'ansia generalizzato: uno studio del 1985 condotto dalla Columbia University su donne bulimiche in cura presso la New York State Psychiatric Institute, ha trovato che il 70% aveva sofferto di depressione in qualche momento della loro vita (rispetto al 25,8% delle donne adulte in un campione di controllo appartenente alla popolazione generale), dato che sale all'88% per tutti i disturbi affettivi combinati. Un altro studio del Royal Children's Hospital di Melbourne su una coorte di 2 000 adolescenti ha riscontrato che coloro che assecondavano almeno due dei criteri del DSM-IV per la bulimia nervosa o per l'anoressia nervosa, aveva avuto un aumento di sei volte del rischio di ansia e di un rischio raddoppiato per la tossicodipendenza. Alcuni malati di anoressia nervosa presentano episodi espositivi di tendenze bulimiche attraverso l'epurazione (attraverso il vomito auto indotto o lassativi) come un modo per rimuovere rapidamente il cibo dal loro corpo. La bulimia ha anche effetti negativi sulla salute dentale della vittima a causa dell'acido che passa attraverso la bocca per via il vomito frequente e che ha effetto erosivo sui denti, soprattutto sulla superficie posteriore dei denti.

## Diagnosi
L'insorgenza della bulimia nervosa avviene più frequentemente durante l'adolescenza, tra i 13 ei 20 anni di età. In molti casi gli affetti da bulimia nervosa hanno sofferto in precedenza di obesità, con molti malati che hanno sperimentato delle ricadute episodiche in età adulta anche dopo un trattamento iniziale di successo e la remissione dei sintomi. Tra la popolazione statunitense viene stimata una prevalenza una tantum dello 0,5% e dello 0,9% rispettivamente negli adulti e negli adolescenti. La bulimia nervosa può interessare fino all'1% di giovani donne e, dopo 10 anni dalla diagnosi, la metà si riprende completamente, un terzo si riprende in parte e il 10%-20% presenta ancora sintomi.
Gli adolescenti con bulimia nervosa hanno più probabilità di avere problemi di perfezionismo e compulsività autoimposti nel mangiare rispetto ai loro coetanei. Ciò significa che essi possono fissare alte aspettative e obiettivi irrealistici per se stessi, spesso motivati internamente piuttosto che da modelli proposti dalla società.

### Criteri
La bulimia nervosa può essere più difficile da rilevare dell'anoressia nervosa poiché i bulimici tendono ad avere un peso corporeo nella media o leggermente superiore o inferiore. Molti bulimici possono anche impegnarsi nel mangiare in modo significativamente disordinato senza però soddisfare completamente i criteri diagnostici. Recentemente, il manuale diagnostico e statistico dei disturbi mentali ha subito una revisione che ha portato l'allentamento dei criteri per quanto riguarda le diagnosi di bulimia nervosa e l'anoressia nervosa. I criteri diagnostici utilizzati dal DSM-5 includono episodi ripetitivi di abbuffate (un episodio di eccesso di cibo durante il quale l'individuo si sente fuori dal controllo del consumo) compensati da misure eccessive o inappropriate adottate per evitare di aumentare di peso. La diagnosi richiede anche che gli episodi di comportamenti compensatori e abbuffate accadano da un minimo di una volta alla settimana per un periodo di tempo di almeno 3 mesi. La diagnosi viene fatta solo quando il comportamento non è una parte del complesso dei sintomi dell'anoressia nervosa e quando il comportamento riflette un'enfasi eccessiva sulla massa fisica o sull'aspetto. L'epurazione spesso è una caratteristica comune di un caso più grave di bulimia nervosa.

## Trattamento
Per quanto concerne le terapie consigliate per la bulimia si fa riferimento a quelle impiegate per l'anoressia, tranne ovviamente per il regime alimentare. L'approccio terapeutico pluridisciplinare con l'ausilio dello psicoterapeuta, del neuropsichiatra, del nutrizionista, e spesso di altre figure diverse da caso a caso, è attualmente consigliato per contrastare tale patologia.
La terapia cognitivo-comportamentale (detta anche stabilizzazione) è il trattamento primario per la bulimia. L'assunzione di antidepressivi, come gli inibitori selettivi della ricaptazione della serotonina(SSRI) o gli antidepressivi triciclici, può portare un modesto beneficio.
D'ausilio alle varie forme terapeutiche elencate si evidenzia spesso il ricorso ai gruppi di auto mutuo aiuto presenti attualmente anche all'interno di alcune strutture ospedaliere.
Recentemente alcuni ricercatori hanno individuato nella Psicoterapia ericksoniana una buona forma di cura che può portare a risultati molto promettenti anche a lungo termine.

### Trattamento farmacologico

Formula chimica di una molecola di fluoxetina.

Gli antidepressivi appartenenti alla classe degli inibitori selettivi della ricaptazione della serotonina (SSRI) possono produrre modesti benefici. Tra di essi vi è la fluoxetina, che è approvato dalla statunitense FDA per il trattamento della bulimia e la sertralina. Anche il topiramato può rivelarsi utile, ma ha maggiori effetti collaterali.
Non è noto se la combinazione di farmaci con la psicoterapia possa migliorare la prognosi. Eventuali prove che originariamente avevano suggerito che tali combinazioni sarebbero state utili, non hanno dimostrato di essere così efficaci. Alcuni risultati positivi dei trattamenti possono includere: l'astinenza dalle abbuffate, una diminuzione nei comportamenti ossessivi per perdere peso, sintomi psichiatrici meno gravi, desiderio di contrastare gli effetti delle abbuffate, nonché un miglioramento della vita sociale e dei tassi di recidiva.

## Prognosi
In caso di trattamento della patologia si registrano migliorie anche nel 50% dei casi, di casi studiati anche a distanza di anni dall'avvenuta "guarigione". Il disturbo è molto incline a essere recidivo. Il 25% dei casi mostra il fallimento delle terapie in quanto molti soggetti bulimici abusano soventemente anche di alcool o droghe. Inoltre la maggior parte dei soggetti affetti da bulimia dimostra anche disturbi di personalità (ad esempio disturbo borderline di personalità e disturbo bipolare) che ne complicano la prognosi.